# Euerdorf
Euerdorf är en köping (Markt) i Landkreis Bad Kissingen i Regierungsbezirk Unterfranken i förbundslandet Bayern i Tyskland.
Köpingen ingår i kommunalförbundet Euerdorf tillsammans med köpingen Sulzthal och kommunerna Aura an der Saale och Ramsthal.